# Johannes Hoops
Johannes Hoops, född den 20 juli 1865 i Bremen, död den 14 april 1949 i Heidelberg, var en tysk filolog.
Hoops blev filosofie doktor 1889, 1894 extra ordinarie professor i Tübingen och 1901 ordinarie professor i engelsk filologi i Heidelberg. Han skrev Die altenglischen Pflanzennamen (1889), Keats' Jugend und Jugendgedichte (1895) och Waldbäume und Kulturpflanzen im germanischen Altertum (1905), utgav arbeten av Keats, flera samtida och äldre arbeten i översättning från engelskan och redigerade "Englische Textbibliotek" (från 1898), "Englische Studien" (från 1899) och "Anglistische Forschungen" (från 1900).